# Base Neumayer II

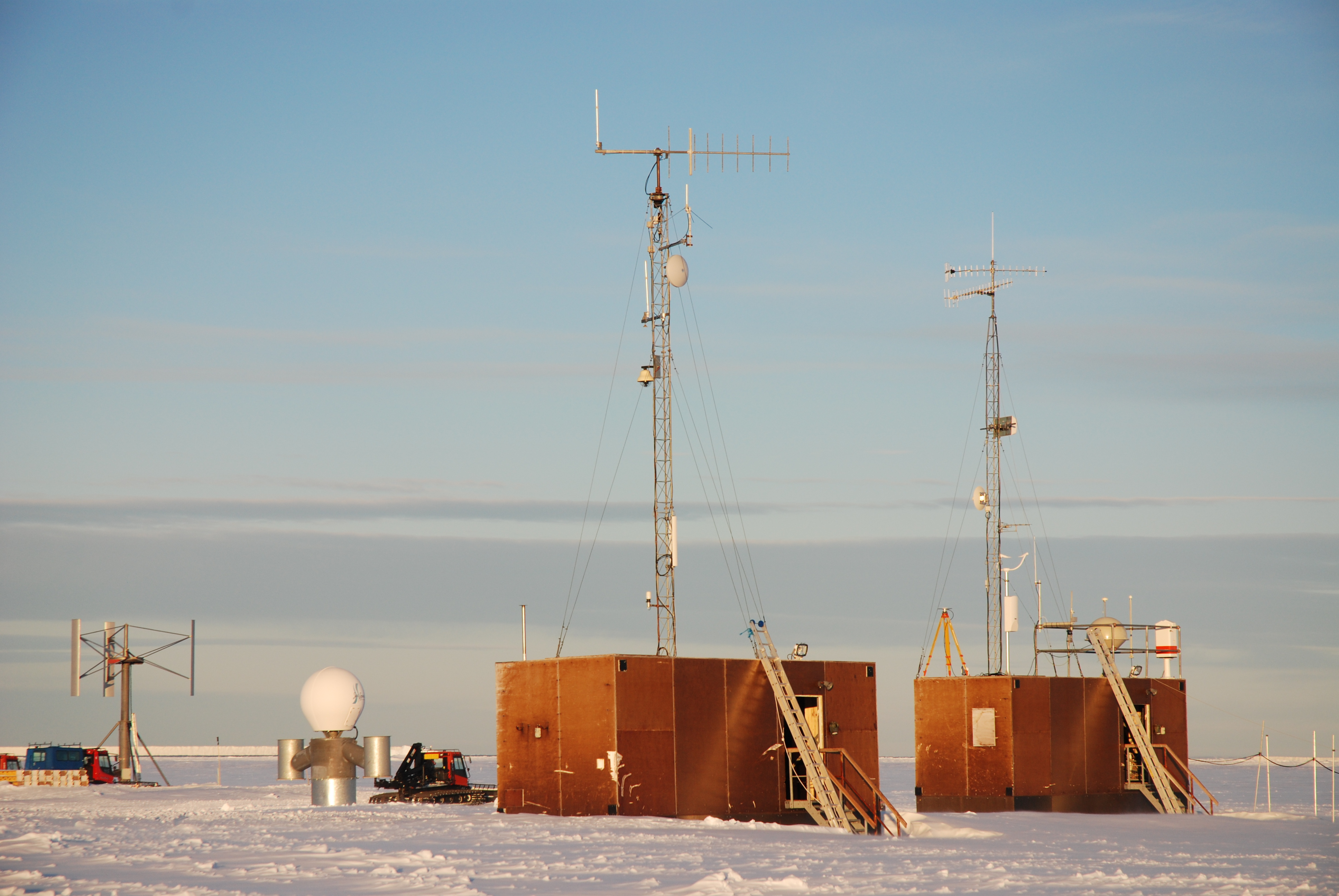
Base Neumayer II en 2008.

La Base Neumayer II (en alemán: Neumayer-Station II) fue una estación de investigación permanente de Alemania ubicada en la barrera de hielo Ekström en la Antártida. Se hallaba en la bahía de Atka en la costa de la Princesa Marta de la Tierra de la Reina Maud. Fue inaugurada en marzo de 1992 y nombrada en homenaje al investigador polar alemán Georg von Neumayer (1826-1909). Como la Base Georg von Neumayer se estaba hundiendo en el hielo debido al calor que generaba, fue construida la Base Neumayer II para sustituirla, a 10 kilómetros sureste. El 20 de febrero de 2009 fue remplazada por la Base Neumayer III.
La base se utilizó para estudiar la geofísica, meteorología y química atmosférica, y fue construida como una base de abastecimiento para las expediciones especiales de verano. También se realizaron investigaciones sobre mediciones de ozono de la atmósfera, estudio del hielo marino y el monitoreo acústico de los mamíferos marinos.
El hielo debajo de la base tenía un grosor de unos 200 metros de espesor y era casi plano. Un muelle para el barco alemán de suministros, el rompehielos RV Polarstern, estaba a ocho kilómetros de la base en el frente de la barrera de hielo. Una pista de hielo de aproximadamente 1000 metros de largo era utilizada por aviones con esquíes Dornier Do 228-101 del Instituto Alfred Wegener, y se encontraba a 300 metros de distancia de la base. 
La base fue construida con dos tubos de acero redondos de aproximadamente 90 metros de largo, dentro de los cuales había cabinas para dormir, varios laboratorios, cocina, habitaciones especiales de enfermería y otros servicios, tales como taller, sala de radio, y sitio para derretimiento de nieve. Un tercer tubo, transversal y de la misma longitud, contenía los depósitos de suministros y de desechos, y sirvió como estacionamiento para los vehículos. Un túnel unía estos complejos con una gran sala, que también sirvió como una zona de aparcamiento para los vehículos. La base más cercana es la de Sudáfrica llamada SANAE IV, a unos 225 kilómetros al sureste.
La base tenía un suministro eléctrico obtenido por generadores diésel. Había también una turbina de viento, que era única en la Antártida, con hasta 20 kilovatios suministrados. Desde el invierno de 2003-2004 se incluyó una biblioteca en el hielo, un proyecto del artista Lutz Fritsch.
En el invierno antártico había un máximo de diez personas que se comunicaban por radio, teléfono y línea de Internet con el mundo exterior. Entre ellos había un médico, un meteorólogo, dos geofísicos, un químico atmosférico, un operador de radio y de electrónica, un electricista, un ingeniero y un cocinero. En los meses de verano había 50 personas empleadas en la estación.
La base debió ser remplazada el 20 de febrero de 2009 a causa de los movimientos del hielo, y se construyó la nueva Base Neumayer III a pocos kilómetros al sur de Neumayer II sobre el suelo y con dispositivos de elevación hidráulica con la que toda la estación puede elevarse contra hundirse en la nieve.